# Vrtine
Vrtine (cyr. Вртине) – wieś w Serbii, w okręgu raskim, w gminie Raška. W 2011 roku liczyła 95 mieszkańców.